# Метро Радио Арена
„Метро Радио Арена“ е спортна, закрита арена в Нюкасъл ъпон Тайн, Североизточна Англия, Великобритания. Собственост е на SMG Европа, и е спонсорирана от английското радио „Метро Радио“. В съоръжението се провеждат много спортни, музикални и бизнес събития. Също така, арената, е била дом на хокейни и баскетболни отбори във времето.